# Ray Stantz
Raymond "Ray" Stantz, är en fiktiv figur och medlem i Ghostbusters, som förekommer i filmerna Ghostbusters - Spökligan, Ghostbusters 2 och Casper (som spelas av Dan Aykroyd) och i den animerade TV-serien The Real Ghostbusters (engelsk röst av Frank Welker och svensk röst av Gunnar Ernblad). Ray Stantz bildar tillsammans med Peter Venkman och Egon Spengler en trio av idel doktorer i parapsykologi.

## Fiktiv biografi
Ray Stantz bildade tillsammans med sina kollegor Egon Spengler och Peter Venkman företaget Ghostbusters som fångar spöken Ray är uppfinnare av P.K.E. Meter som spårar efter spöken.
I Ghostbusters 2, Ghostbusters: Afterlife och Ghostbusters: Frozen Empire jobbar han med sin bokhandel Ray's Occult Books. Han får ett telefonsamtal från Egon Spenglers brorsdotter Phoebe för att berätta att Egon hade avlidit och behövde hjälp att bekämpa ondska. Ray reser till Summerville, Oklahoma tillsammans med sina kollegor för att fånga Gozer.

## Andra medier

### Animerade serier
Ray Stantz medverkar i animerade TV-serien The Real Ghostbusters och i två delade avsnitten Back in the Saddle av Extreme Ghostbusters.

### Datorspel
Figuren förekommer i olika dataspel baserad på Ghostbusters i bland annat Ghostbusters: The Video Game från 2009 där Dan Aykroyd även gör rösten till sin rollfigur liksom hans utseende förekommer. Han medverkar även i Ghostbusters: Spirits Unleashed från 2022.